# Szarvas vasútállomás
Szarvas vasútállomás egy Békés vármegyei vasútállomás, Szarvas településen, a MÁV üzemeltetésében. A belváros keleti szélén helyezkedik el, közúti megközelítését a 44-es főútból északnak kiágazó  46 351-es számú mellékút (Állomás utca) teszi lehetővé.

## Vasútvonalak
Az állomást az alábbi vasútvonalak érintik:
- Mezőtúr–Battonya-vasútvonal

## Kapcsolódó állomások
A vasútállomáshoz az alábbi állomások vannak a legközelebb:
- Sirató megállóhely (Mezőtúr–Battonya-vasútvonal)
- Halászlak megállóhely (Mezőtúr–Battonya-vasútvonal)

## Forgalom
| Járat        | Útvonal | Gyakoriság          |
| ------------ | --- | ------------------- |
| személyvonat | Mezőtúr – Pusztabánréve – Halászlak – Szarvas – Sirató – Csabacsűd felső – Csabacsűd – Kisszénás – Kiscsákó – Nagyszénás – Orosháza-Üveggyár – Orosháza – Orosháza felső – Kardoskút – Tótkomlós – Nagyér – Ambrózfalva – Pitvaros – Mezőhegyes | Kb. 2 óránként      |
| személyvonat | Mezőtúr – Pusztabánréve – Halászlak – Szarvas | Napi 1-3 pár        |
| személyvonat | Medgyesegyháza → Magyarbánhegyes → Mezőkovácsháza felső → Mezőkovácsháza → Végegyháza → Végegyháza alsó → Belsőkamaráspuszta → Mezőhegyes → Pitvaros → Ambrózfalva → Nagyér → Tótkomlós → Kardoskút → Orosháza felső → Orosháza → Orosháza-Üveggyár → Nagyszénás → Kiscsákó → Kisszénás → Csabacsűd → Csabacsűd felső → Sirató → Szarvas → Halászlak → Pusztabánréve → Mezőtúr | Napi 1 Mezőtúr felé |

## Képgaléria

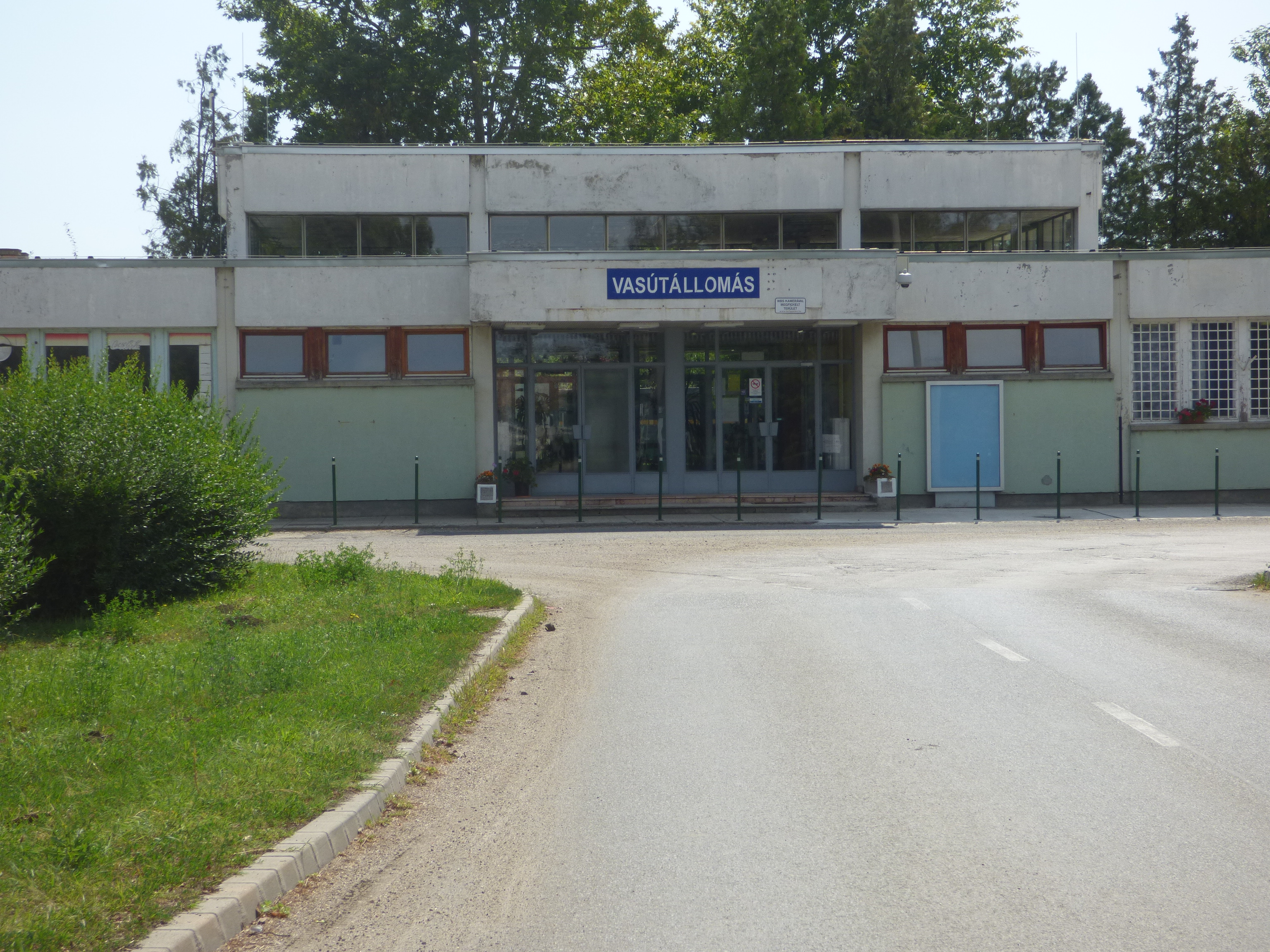
A vasútállomás a belváros felől nézve
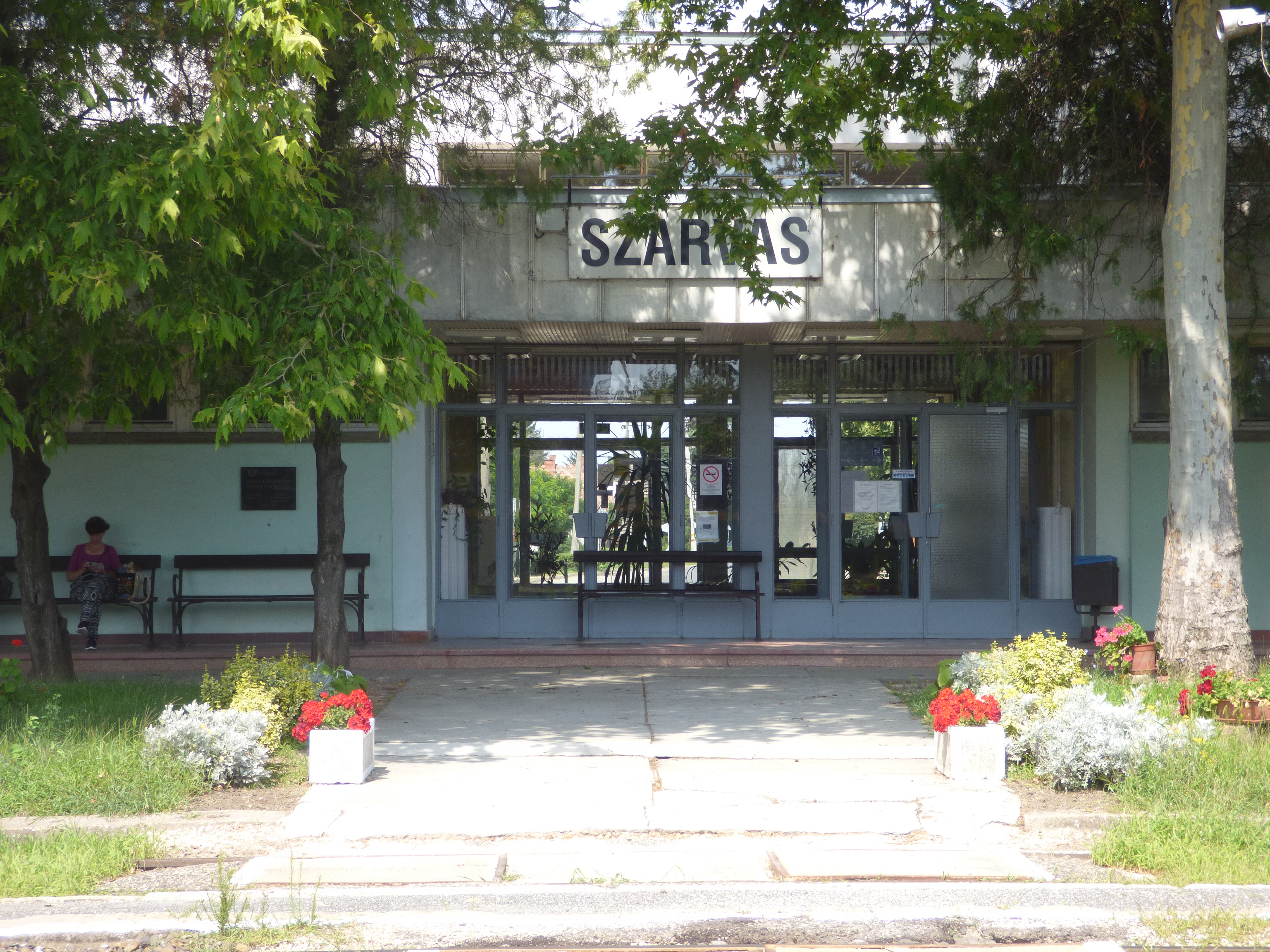
Az állomásépület központi része a sínek felől nézve
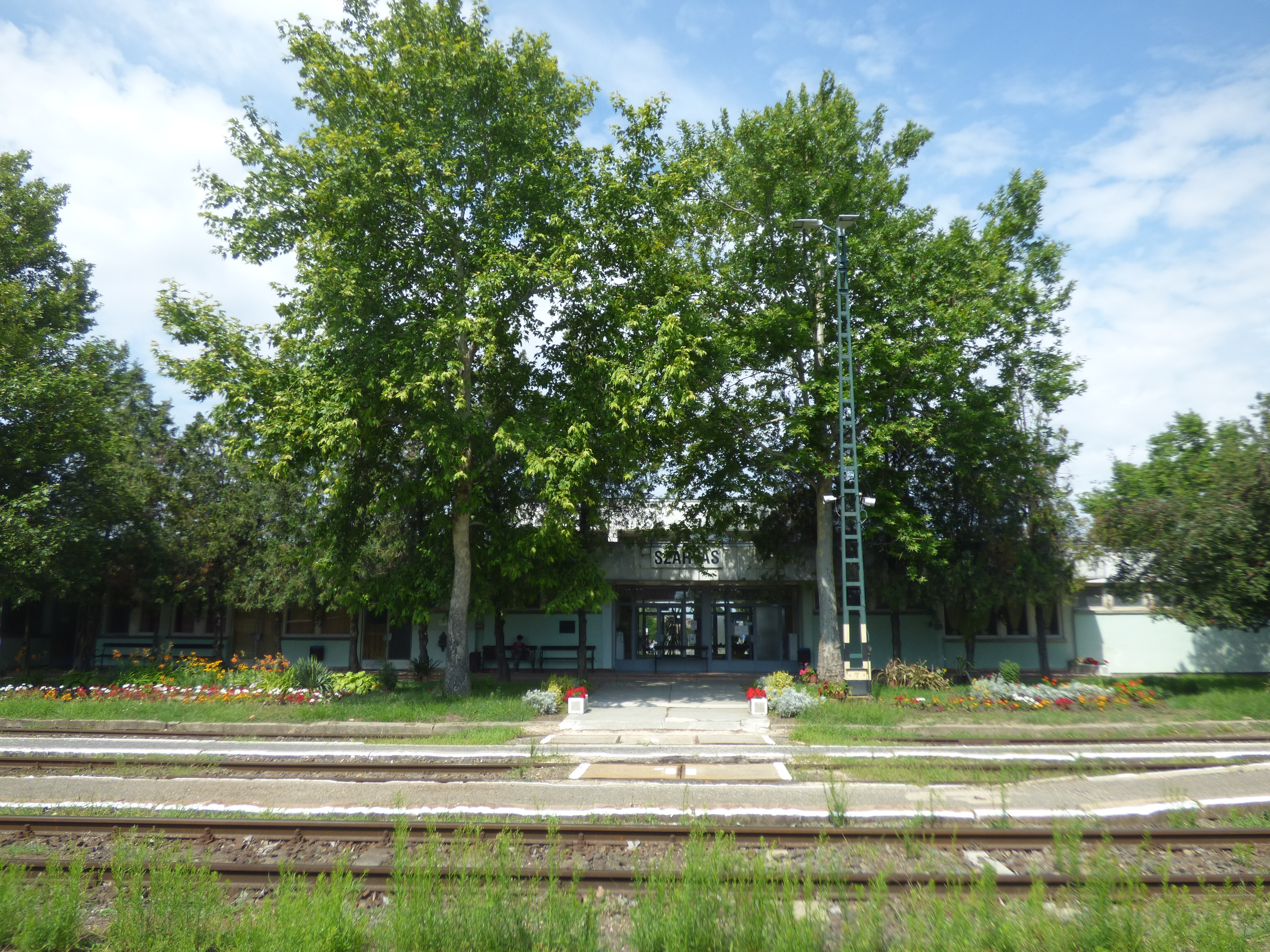
Az állomás távlati képe a sínek felől
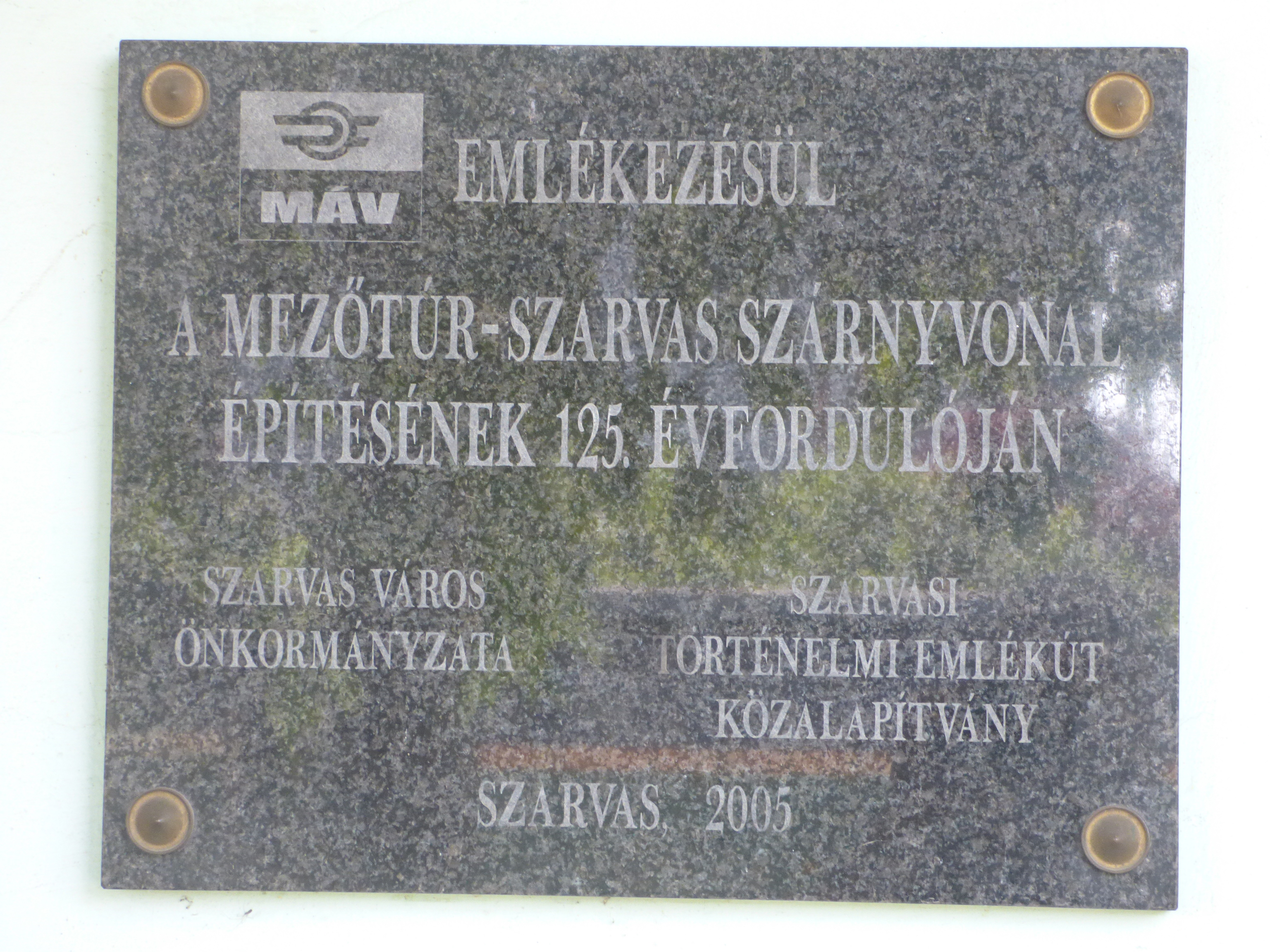
Emléktábla a vasútállomáson